# Каршинский район
Каршинский район (узб. Qarshi tumani / Қарши тумани) — административная единица в Кашкадарьинской области Узбекистана. Административный центр — город Бешкент.

## История
Каршинский район был образован в 1931 году. В 1938 году вошёл в состав Бухарской области, а в 1943 году отошёл к Кашкадарьинской области. В 1960—1964 годах входил в состав Сурхандарьинской области.

## Административно-территориальное деление
По состоянию на 1 января 2011 года, в состав района входят:
- Город районного подчинения

1. Бешкент

- 15 городских посёлков:

1. Губдин
2. Ертепа
3. Жумабозор
4. Ковчин
5. Кучкак
6. Лагмон
7. Мирмирон
8. Мустакиллик
9. Навруз
10. Нукрабад
11. Сарай
12. Файзиабад
13. Ханабад
14. Шилви
15. Янгихаёт

- 15 сельских сходов граждан:

1. Багабад
2. Дашт
3. Ертепа
4. Каджар
5. Каратепа
6. Кат
7. Ковчин
8. Нукрабад
9. Пахтакор
10. Поштон
11. Талликурган
12. Ханабад
13. Хилал
14. Чарогил
15. Чулибустан